# Dinosauria (museo)
Dinosauria es el nombre de un museo paleontológico situado en la ciudad francesa de Espéraza, en el departamento de Aude. El museo Dinosauria se abrió en 1992 y está dirigido por la asociación homónima, sin ánimo de lucro. El museo contiene 35 especies diferentes de dinosaurios, bien en forma fósil o creados a partir de reconstrucciones, y en él también se exhibe un vídeo. Dispone de esqueletos, taller de paleontología, y otros elementos. En el año 2007 recibió el esqueleto del Ampelosaurus atacis, hallado en excavaciones recientes (2001) en el lugar llamado Bellevue (Bèlavista en occitano), en el municipio de Campagne-sur-Aude (Campanha d'Aude en occitano). Este esqueleto es el más completo de los dinosaurios de este tamaño (doce metros de largo) descubiertos hasta ahora en Francia y se le ha dado el apodo de Eva en honor a Eva Morvan, la estudiante que lo descubrió.